# 1458 en littérature
| Années de la littérature : 1455 - 1456 - 1457 - 1458 - 1459 - 1460 - 1461    |
| Décennies de la littérature : 1420 - 1430 - 1440 - 1450 - 1460 - 1470 - 1480 |

Cet article présente les faits marquants de l'année 1458 en littérature.

## Évènements
- 18 janvier : Cristoforo Landino est nommé professeur de rhétorique et de poésie au Studio, collège de Florence, grâce à l'appui décisif des Médicis[1].

- L'humaniste italien Grégoire Tifernas est le premier professeur de grec recruté par l'Université de Paris[2].

## Parutions

### Ouvrages didactiques
- De Europa, traité géopolitique d'Enea Silvio Piccolomini, consacré aux provinces, nations et peuples de l'Europe, en insistant sur l'épanouissement de la culture[3].
- Chroniques et conquestes de Charlemaine de David Aubert[4].
- Chroniques martiniennes de Sébastien Mamerot[5].

### Poésie
- Charles Ier d'Orléans accueille à sa cour de Blois plusieurs poètes, auxquels il propose d'écrire des ballades qui s'ouvrent toutes par le vers : « Je meurs de soif auprès de la fontaine », connues sous le nom de Ballade des contradictions ; les deux plus célèbres sont celles de Charles d'Orléans et de François Villon[6].

- Octobre - novembre : François Villon adresse à Charles Ier d'Orléans deux ballades, celle des proverbes et celle des menus propos[7].

## Théâtre
- Le Mystère de saint André est représenté à Abbeville ; il s'agit de la traduction en français du texte occitan de Marcellin Richard[8],[9].
- Le mystère La Vengeance de Jhesucrist est joué à Mons[10].

## Naissances
- 28 juillet : Jacopo Sannazaro, poète italien, mort en 1530.
- 11 septembre : Bernardo Accolti, poète italien, mort avant le 1er mars 1535.

- Sébastien Brant, humaniste et poète satirique allemand, mort le 10 mai 1521.
- Sigismondo Tizio, érudit italien, mort en 1528.

## Décès
- 25 mars : Íñigo López de Mendoza, poète espagnol, né le 19 août 1398.
- 5 juin : Hermann von Sachsenheim (de), poète allemand, né entre 1366 et 1369.
- 11 août : Robert Ciboule, clerc séculier français, théologien, auteur du mémoire Consideratio seu opinio en faveur de la réhabilitation de Jeanne d'Arc.
- 14 août : Domenico Capranica, cardinal et écrivain italien, né le 31 mai 1400.

- Sozomeno da Pistoia, humaniste italien, né en 1387[11],[12].
- Maffeo Vegio, écrivain humaniste italien de langue latine, auteur de poèmes épiques, d’un traité d’éducation et d’une continuation de l'Énéide, né vers 1407.